# Roy Brown
Roy Brown   (Kinder, 10 de setembre de 1920 - San Fernando, 25 de maig de 1981) va ser un cantant, compositor i músic nord-americà del R&B, que va influir significativament en el desenvolupament primerenc del rock and roll i la direcció de "R&B". La seva cançó original i l'èxit de la gravació "Good Rockin 'Tonight" ha estat enregistrada per molts artistes com Wynonie Harris, Elvis Presley, Bruce Springsteen, Joe Ely, Ricky Nelson, Jerry Lee Lewis, Pat Boone, James Brown, el Doors i el grup de rock "Montrose". Brown va ser un dels primers cantants populars de "R&B" a interpretar cançons amb un lliurament dels evangèlis, que després va ser considerat tabú per moltes esglésies. A més, el seu estil vocal melismàtic i suplicant va influir a artistes notables com ara B.B. King, Bobby Bland, Elvis Presley, Jackie Wilson, James Brown i Little Richard.

## Vida i educació de joventut
Brown va néixer a Kinder, Louisiana. Algunes fonts denuncien la seva data de naixement el 10 de setembre de 1925, però els investigadors Bob Eagle i Eric LeBlanc van donar la data el 10 de setembre de 1920, sobre la base de la informació en el registre de 1930 i en els registres de la Seguretat Social, i van declarar que 1925 és incorrecta. Els mitjans de comunicació asseguren que tenia 55 o 56 anys en el moment de la seva mort.
Com molts cantants del R&B, Brown va començar a cantar música de gospel a l'església. La seva mare era un cantant i organista de l'església. Es va traslladar a Los Angeles als anys quaranta i va ser un boxejador professional a la divisió de pesos welter. El 1945 va guanyar un concurs de cant al "Million Dollar Theatre", que va tractar "There No You You", originalment gravat per Bing Crosby. El 1946, Brown es va traslladar a Galveston, Texas, on va cantar al grup de Joe Coleman, interpretant sobretot cançons de la "Hit Parade", en una discoteca anomenada Club Granada. El seu repertori incloïa "Good Rockin 'Tonight".
Després de ser rebutjat per les forces armades a causa dels peus plans, Brown va aconseguir la seva primera feina important en un club de Shreveport, Louisiana, cantant sobretot balades pop, com "Stardust" i "Blue Hawaii". El propietari del "Palau Park" Bill Riley el va contractar, ja que Brown va dir a un entrevistador per a "Blues Unlimited", a causa del seu atractiu com "un cantant negre que sona blanc". Va ser al "Palace Park" quan Brown va començar a desenvolupar un repertori de blues, Aprenent cançons contemporànies de R&B com "Jelly Jelly" (enregistrat per Billy Eckstine). Va tornar a Nova Orleans el 1947, on va actuar a la "Dew Drop Inn".

## Carrera
Brown era fan de la cantant de blues Wynonie Harris. Quan Harris va aparèixer a la ciutat, Brown va intentar però no li va interessar escoltar "Good Rockin 'Tonight". A continuació, Brown es va apropar a una altra cantant de blues, Cecil Gant, que actuava en un altre club de la ciutat. Brown va presentar la seva cançó, i Gant va fer que la cantés per telèfon al president de De Luxe Records, Jules Braun, segons hauria informat a les quatre de la matinada. Brown es va signar immediatament a un contracte de gravació. Va gravar la cançó en un estil jump blues amb un ritme de swing. Va ser llançat el 1948 i va arribar al número 13 del gràfic de Billboard R&B. Irònicament, Harris va gravar una versió de portada de la cançó, i la seva versió va pujar al capdamunt del gràfic de Billboard R&B més tard el 1948. Presley també va cobrir la cançó de Sun Records el 1954; va ser reeditat per RCA Victor quan el seu contracte de gravació va ser venut a aquest segell el 1956.
Brown va continuar marcant-se als gràfics de R&B, amb 14 èxits a De Luxe des de mitjan 1948 fins a finals de 1951, incloent "Hard Luck Blues" (1950, el seu millor i més venut), "Love Don't Love Nobody", "Rockin "at Midnight", "Boogie at Midnight", "Miss Fanny Brown" i "Cadillac Baby", convertint-lo, juntament amb Harris, en un dels millors artistes del R&B en aquests tres anys.
Després de la seva popularitat va assolir el pic, Brown va començar a experimentar un entusiasme en la seva carrera. Els grups Doo-wop i R&B van guanyar ràpidament popularitat com a so estàndard del R&B a principis de mitjans dels anys cinquanta. La seva fortuna en decadència va coincidir amb la resolució d'una demanda contra King Records per cànons no pagats el 1952, en què Brown prevalia, un dels pocs músics afroamericans a fer-ho a la dècada de 1950. Aquesta coincidència ha fet que alguns, com l'escriptor Nick Tosches (al seu llibre Unsung Heroes of Rock 'n' Roll, que conté un capítol sobre Brown) creguessin que Brown podria haver estat a la llista negra. Les altres desgràcies de Brown van incloure problemes amb el servei d'ingressos interns. Quan el govern va enfrontar-se-li pels impostos que no havia pagat, es va acostar a Elvis Presley per que l'ajudés. Presley li va escriure un xec en una bossa de paper marró, però no va ser suficient per mantenir a Brown fora de la presó per evasió fiscal.
El 1951, Brown va actuar al setè famós concert de "Cavalcade of Jazz" celebrat a "Wrigley Field" a Los Angeles, produït per Leon Hefflin, Sr. el 8 de juliol. També hi van participar Lionel Hampton i el seu Revue, Percy Mayfield, Jimmy Witherspoon, Joe Liggins. "Honeydrippers i Billy Eckstine. L'any següent, l'1 de juny de 1952, va actuar per al vuitè concert de "Cavalcada de Jazz" amb "His Mighty Men". Aquell dia també van participar Anna Mae Winburn i Her Sweethearts, Jerry Wallace, Toni Harper, Louis Jordan, Jimmy Witherspoon i Josephine Baker. I Brown va tornar el 1953 per tocar a la 9a cavalcada de jazz el 7 de juny. També hi van participar, don Tosti i els seus jazzistes mexicans, Earl Bostic, Nat "King" Cole, Shorty Roger's Orchestra, i Louis Armstrong i els seus "All Stars" amb Velma Middleton.
Brown va tenir una breu remuntada en "Imperial Records" el 1957. Treballant amb Dave Bartholomew, va tornar als gràfics amb la versió original de "Let the Four Winds Blow", coescrit amb Fats Domino, que després tindria un èxit.
Brown va tornar a "King Records", però la seva popularitat havia disminuït cap al 1959. Va trobar treballs esporàdics, actuant allà on volgués, i va fer alguns enregistraments a través dels anys 60. Per complementar els seus ingressos, va vendre els drets de "Good Rockin 'Tonight". "Venia porta a porta", va recordar, fent referència a la seva declaració com quan era venedor d'enciclopèdies.
El 1970, Brown va tancar "The Johnny Otis Show" al Festival de Jazz de Monterey. Com a resultat de la bona acollida per part de l'audiència, va gravar "Love for Sale", que es va convertir en un èxit per a "Mercury Records".

## Treballs al final de la seva vida
A finals dels anys 70, un àlbum recopilatori dels seus antics enregistraments va provocar un renaixement menor d'interès per la seva música. El 1978 va fer una reeixida gira a Escandinàvia arran dels llançaments de "Laughing but Crying" i "Good Rockin 'Tonight". Poc abans de morir, va actuar al "Whisky a Go-Go" a West Hollywood, Califòrnia, i va ser director del Festival de Jazz i Patrimoni de Nova Orleans el 1981.
Brown va morir d'un atac de cor el 25 de maig de 1981 a l'Hospital Memorial Pacoima Lutheran, a prop de la seva llar a la vall de San Fernando. El reverend Johnny Otis va dirigir el servei funerari.

## Llegat
Brown va ser introduït pòstumament al "Blues Hall of Fame" el 1981. Dues de les seves cançons, "Butcher Pete, Pt. 1" i "Mighty Mighty Man" apareixen al videojoc de 2008, Fallout 3. "Butcher Pete, Pt. 1", "Butcher Pete, Pt. 2", "Good Rockin 'Tonight "i" Mighty Mighty Man "es presenten a la seqüela del 2015, Fallout 4.